# Přírodní park Říčanka
Přírodní park Říčanka je přírodní park nacházející se na východním okraji hlavního města Prahy. Byl vyhlášen roku 1984 a je tak spolu s přírodním parkem Botič–Milíčov nejstarším přírodním parkem v Praze.

## Lokalita
Chráněné území má rozlohu více než 400 ha. Je to nepravidelný pás široký průměrně 1 km a dlouhý asi 5 km, který se táhne od Běchovic na severu východně podél Dubče k Uhříněvsi na jihu. Krajina parku si dosud uchovala venkovský ráz s poli, lesy, loukami a rybníky. Osou přírodního parku je potok Říčanka (nebo také Říčanský potok), od něhož převzal celý přírodní park i svůj název. Na území parku je na Říčanském potoce několik rybníků: Podleský rybník (druhý největší rybník v Praze), rybník V Rohožníku a soustava tří Lítožnických rybníků.
Je tu i několik přírodních památek: obora v Uhříněvsi, Rohožník – lom v Dubči, Lítožnice. Součástí přírodního parku Říčanka je i areál Panská zahrada v Dubči a les Robotka založený v roce 2016.

## Historie
Území dnešního přírodního parku založeného v roce 1984 má několik částí s různou historií. V jižním cípu je obora v Uhříněvsi, o které je první zmínka z roku 1623, kdy byl jejím majitelem Karel z Lichtenštejna. Ve správě Lichtenštejnů v podstatě zůstala obora až do roku 1945.
V lokalitě mezi Dubčí a Uhříněvsí byla již před třicetiletou válkou rozsáhlá rybniční soustava. Ještě na mapách z 18. století je tu v povodí Říčanského potoka zakreslená velká rybniční pánev. Ve druhé polovině 19. století rybníky v okolí Dubče ustoupily zemědělské výrobě a kromě Podleského rybníka byly vysušeny. Pozemky patřící panskému statku v Dubči byly využívány jako orné plochy a louky, na severovýchodní straně Podleského rybníka se dochoval ovocný sad.
V přírodním parku a jeho bezprostředním okolí jsou i historicky a archeologicky zajímavá místa: nálezy zbytků keramiky v Rohožníku svědčí o dávném osídlení, v Dubči se dochovaly pozůstatky renesanční tvrze, jako kulturní památka je chráněn židovský hřbitov u uhříněvské obory.

## Přírodní poměry
Z geologického hlediska jsou zajímavé opuštěné lomy v Rohožníku, na nichž je patrný vývoj usazování hornin v této části pražské pánve.
Ornitologicky pozoruhodná jsou hnízdiště ptactva u Lítožnice (vyskytují se tu např. moták pochop, krahujec obecný, potápka roháč).
Botanicky zajímavé jsou porosty v Uhříněveské oboře. Na území nebo v blízkém okolí přírodního parku Říčanka je řada památných stromů: skupina dubů u vstupu do obory v Uhříněvsi, hraniční dub při cestě z Uhříněvsi do Netluk, duby u hráze Podleského rybníka, jasan u kostela sv. Petra v Dubči.